# Avezan
Avezan är en kommun i departementet Gers i regionen Occitanien i sydvästra Frankrike. Kommunen ligger i kantonen Saint-Clar som tillhör arrondissementet Condom. År 2022 hade Avezan 87 invånare.

## Befolkningsutveckling
Antalet invånare i kommunen Avezan
Referens:INSEE